# Guerrero (Hidalgo)
Guerrero es una localidad de México, localizada en el municipio de Santiago de Anaya en el estado de Hidalgo.

## Geografía
Se encuentra en la región geográfica del Valle del Mezquital. A la localidad le corresponden las coordenadas geográficas 20° 22’ 09.999” de latitud norte y 99° 00’ 28.372” de longitud oeste; con una altitud de 1956 m s. n. m. Cuenta con un clima semiseco templado.
En cuanto a fisiografía se encuentra en la provincia del Eje Neovolcánico, dentro de la subprovincia de Sierras y Llanuras de Querétaro e Hidalgo; su terreno es de llanura. En lo que respecta a la hidrografía se encuentra posicionado en la región del Pánuco, dentro de la cuenca del río Moctezuma, y en la subcuenca del río Actopan.

## Demografía
En 2020 registró una población de 814 personas, lo que corresponde al 4.44 % de la población municipal. De los cuales 389 son hombres y 425 son mujeres.
| Gráfica de evolución demográfica de Guerrero entre 1910 y 2020                               |
|                                                                                              |
| Población de los censos y conteos del Instituto Nacional de Estadística y Geografía (INEGI). |